# Jogos Paralímpicos de Inverno de 1984
Os Jogos Paraolímpicos de Inverno de 1984 foram as 3ª s Paraolímpiadas a serem realizadas, de 14 a 20 de Janeiro de 1984 em Innsbruck, Áustria. Pela primeira vez, um evento paraolímpico de exibição foi realizado nos Jogos Olímpicos de Inverno em Sarajevo e 30 esquiadores, do sexo masculino participaram no Slalom Gigante.

## Quadro de medalhas
| Ordem | País               | Medalha de ouro | Medalha de prata | Medalha de bronze |    |
| ----- | ------------------ | --------------- | ---------------- | ----------------- | -- |
| 1     | Áustria            | 34              | 19               | 17                | 70 |
| 2     | Finlândia          | 19              | 9                | 6                 | 34 |
| 3     | Noruega            | 15              | 13               | 13                | 41 |
| 4     | Alemanha Ocidental | 10              | 14               | 10                | 34 |
| 5     | Estados Unidos     | 7               | 14               | 14                | 35 |
| 6     | Suécia             | 7               | 2                | 5                 | 14 |
| 7     | Suíça              | 5               | 16               | 16                | 37 |
| 8     | França             | 4               | 2                | 0                 | 6  |
| 9     | Polónia            | 3               | 2                | 8                 | 13 |
| 10    | Canadá             | 2               | 8                | 4                 | 14 |

## Países participantes
Um total de 21 países participaram nas Paraolimpíadas de Inverno de 1984.
| - FRG Alemanha Ocidental - AUS Austrália - AUT Áustria - BEL Bélgica - CAN Canadá - CEC Checoslováquia - DNK Dinamarca - ESP Espanha - USA Estados Unidos - FIN Finlândia | - FRA França - NED Países Baixos - JPN Japão - YUG Iugoslávia - ITA Itália - NOR Noruega - NZL Nova Zelândia - POL Polônia - GBR Grã-Bretanha - SWE Suécia - SUI Suíça |